# Vinzaglio
Vinzaglio és un municipi de la província de Novara a la regió del Piemont (Itàlia).
Vinzaglio limita amb els municipis de Borgo Vercelli, Casalino, Confienza, Palestro i Vercelli.

## Galeria

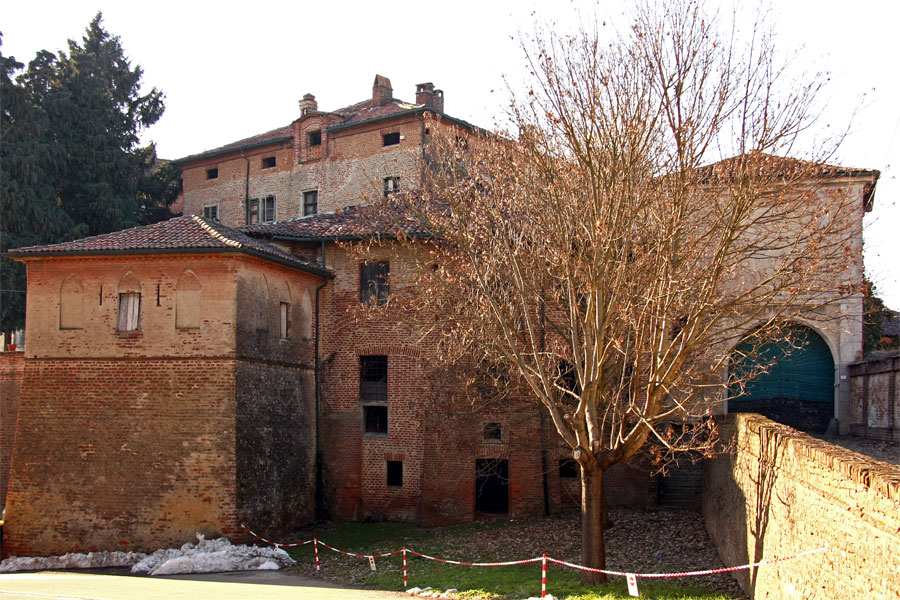
Castell